# Jean-Frédéric Chapuis
Jean-Frédéric Chapuis, född den 2 mars 1989, är en fransk freestyleåkare.
Han tog OS-guld i herrarnas skicross i samband med de olympiska freestyletävlingarna 2014 i Sotji.